# Colle Carrel
Il Colle Carrel (2.897 m s.l.m.) è un valico alpino della Valle d'Aosta nelle Alpi Graie.

## Descrizione
Situato tra la Becca di Nona ed il Monte Emilius è sede del bivacco Federico Zullo, punto di partenza della Ferrata del Monte Emilius.
È intitolato a Georges Carrel, noto botanico, ecclesiastico e alpinista del XIX secolo, il quale sovente saliva al colle ed alla vicina Becca di Nona per ammirare e studiare le montagne della Valle d'Aosta.
Il colle è raggiungibile partendo da Pila in circa quattro ore di cammino.